# Кубок Болгарии по футболу
Кубок Болгарии (болг. Купа на България) — соревнование, ежегодно проводимое Болгарским футбольным союзом. Второй по значимости футбольный турнир страны. В соревнованиях принимают участие все официально зарегистрированные футбольные клубы Болгарии.
Формат турнира проводится по олимпийской системе: на каждой стадии противоборствующие команды встречаются на поле с соперником, имеющим меньший рейтинг. Финал Кубка Болгарии обычно проходит на стадионе «Васил Левски» в городе София.
Победитель турнира получает возможность принять участие в Лиге Европы УЕФА (до 2009 года — в Кубке УЕФА), однако если победитель кубка уже имел эту возможность благодаря занятому месту в чемпионате Болгарии, то в еврокубки попадает та команда, которая заняла четвёртое место в чемпионате.

## История
Современный Кубок Болгарии происходит от различных турниров, проводившихся в стране в течение различных периодов XX века параллельно или друг за другом. Первым из таких турниров был Царский кубок (болг. Купа на Царя), проводившийся с 1924 по 1942 год, в котором чемпионы всех болгарских областей играли в турнире на выбывание, где каждый раунд, так же как и сейчас, длился один матч. Хозяин поля определялся в ходе жеребьевки.
Во время правления коммунистов в Болгарии Царский кубок был заменён на состоящий из двух матчей в раунде Кубок Советской Армии (болг. Купа на Съветската армия), который проходил с 1945 по 1990 год. В отличие от Царского кубка, один раунд Кубка Советской армии состоял из двух матчей. После 1981 года турнир потерял свою значимость из-за появления Кубка Болгарии, организованного в честь 1300-летней годовщины страны. Но при этом Кубок Советской Армии разыгрывали вплоть до 1990 года. Клуб «Левски» София, завоевавший приз наибольшее число раз был награждён оригинальным Кубком Советской Армии.

## Победители

### Царский Кубок (1924—1944)
| Сезон                                                            | Победитель              | Результат               | Финалист                 | Полуфиналисты                                  | Место проведения финальных соревнований |
| ---------------------------------------------------------------- | ----------------------- | ----------------------- | ------------------------ | ---------------------------------------------- | --------------------------------------- |
| 1924                                                             | победитель не определён | победитель не определён | победитель не определён  | победитель не определён                        | победитель не определён                 |
| 1925                                                             | Владислав (Варна)       | 2:0                     | Левски Сф                | Левски (Дупница); БП 25 (Плевен)               | София                                   |
| 1926                                                             | Владислав (Варна)       | 1:11                    | Славия Сф                | Левски (Русе); Ботев (Пазарджик)               | София                                   |
| 1927                                                             | победитель не определён | победитель не определён | победитель не определён  | победитель не определён                        | победитель не определён                 |
| 1928                                                             | Славия Сф               | 4:0                     | Владислав (Варна)        | Левски (Пловдив); Левски (Русе)                | София                                   |
| 1929                                                             | Ботев Пд                | 1:0                     | Левски Сф                | Шипченский Сокол (Варна); Левски (Плевен)      | София                                   |
| 1930                                                             | Славия Сф               | 4:1                     | Владислав (Варна)        | Ботев Пд; Хан Омуртаг (Шумен)                  | София                                   |
| 1931                                                             | АС-23                   | 3:0²                    | Шипченский Сокол (Варна) | Напредак (Русе); Болгария (Хасково)            | София                                   |
| 1932                                                             | Шипченский Сокол        | Шипченский Сокол        | Шипченский Сокол         | Шипченский Сокол                               | Шипченский Сокол                        |
| 1933                                                             | Левски Сф               | Левски Сф               | Левски Сф                | Левски Сф                                      | Левски Сф                               |
| 1934                                                             | Владислав (Варна)       | Владислав (Варна)       | Владислав (Варна)        | Владислав (Варна)                              | Владислав (Варна)                       |
| 1935                                                             | Владислав (Варна)       | Владислав (Варна)       | Владислав (Варна)        | Владислав (Варна)                              | Владислав (Варна)                       |
| 1936                                                             | Славия Сф               | 2:0                     | Тича (Варна)             | Георги Дражев (Ямбол); Кракра (Перник)         | София                                   |
| 1937                                                             | Левски Сф               | Левски Сф               | Левски Сф                | Левски Сф                                      | Левски Сф                               |
| Кубки 1938—1942, официально признаны федерацией футбола Болгарии |                         |                         |                          |                                                |                                         |
| 1938                                                             | ФК-13                   | 3:0³                    | Левски (Русе)            | Левски (Бургас); Левски (Плевен)               | София                                   |
| 1939                                                             | Шипка (София)           | 2:0                     | Левски (Русе)            | Дражев (Ямбол); Победа (Варна)                 | София                                   |
| 1940                                                             | ФК-13                   | 2:1                     | Спортклуб (Пловдив)4     | Победа (Варна); Левски (Русе)4                 | София                                   |
| 1941                                                             | АС-23                   | 4:2                     | Напредак (Русе)          | Македония (Скопье); Христо Славчев (Павликени) | Добрич                                  |
| 1942                                                             | Левски Сф               | 3:05                    | Спортклуб (Пловдив)      | Напредак (Русе); СП-39 (Плевен)                | София                                   |

1. Назначенный на переигровку судья не явился, а команда «Владислав» отказалась играть при другом судье. БФС присудил ей техническое поражение и объявил «Славию» чемпионом страны. Клуб «Владислав» оспорил это решение на заседании БФС в Бургасе. Переигровку назначили на начало 1927 года, однако «Славия» не явилась, и победителем был признан «Владислав».
2. При счёте 2-1 в пользу «Шипченского Сокола» Б. Габровски из АС-23 травмировал одного из нападающих «Сокола». Судья никак не отреагировал на это нарушение, и «Шипченский Сокол» покинул поле, после чего им было засчитано техническое поражение.
3. При счёте 1:3 футболисты «Левски», недовольные решением судьи, покидают поле, и им засчитывается техническое поражение.
4. «Левски» (Русе) победил в полуфинале «Спортклуб» (Пловдив) со счётом 2-0, но из-за разногласий с устроителями отказался играть в финале.
5. На 80-й минуте при счёте 1-3 футболисты «Спортклуба», недовольные решением судьи, покидают поле и им засчитывается техническое поражение.

### Кубок Советской Армии (1945—1990)
| - 1946 — «Левски» София - 1947 — «Левски» София - 1948 — «Локомотив» София - 1949 — «Левски» София - 1950 — «Левски» София - 1951 — ЦСКА София - 1952 — «Славия» София - 1953 — «Локомотив» София - 1954 — «ЦСКА» София - 1955 — «ЦСКА» София - 1956 — «Левски» София - 1957 — «Левски» София - 1958 — «Спартак» Пловдив - 1959 — «Левски» София - 1960 — «Септември» София - 1961 — «ЦСКА» София - 1962 — «Ботев» Пловдив - 1963 — «Славия» София - 1964 — «Славия» София - 1965 — «ЦСКА» София - 1966 — «Славия» София - 1967 — «Левски» София - 1968 — «Спартак» София - 1969 — «ЦСКА» София - 1970 — «Левски» София - 1971 — «Левски» София - 1972 — «ЦСКА» София - 1973 — «ЦСКА» София - 1974 — «ЦСКА» София - 1975 — «Славия» София - 1976 — «Левски» София - 1977 — «Левски» София - 1978 — «Марек» Дупница - 1979 — «Левски» София - 1980 — «Славия» София - 1981 — «Ботев» Пловдив - 1982 — «Локомотив» София |

#### Неофициальные турниры (1982—1990)
- 1983 — «Локомотив» Пловдив
- 1984 — «Левски» София
- 1985 — «ЦСКА» София
- 1986 — «ЦСКА» София
- 1987 — «Левски» София
- 1988 — «Левски» София
- 1989 — «ЦСКА» София
- 1990 — «ЦСКА» София

### Кубок Болгарии (с 1982)
| - 1983 — «ЦСКА» София - 1984 — «Левски» София - 1985 — «ЦСКА» София - 1986 — «Левски» София - 1987 — «ЦСКА» София - 1988 — «ЦСКА» София - 1989 — «ЦСКА» София - 1990 — «Сливен» - 1991 — «Левски» София - 1992 — «Левски» София - 1993 — «ЦСКА» София - 1994 — «Левски» София - 1995 — «Локомотив» София - 1996 — «Славия» София - 1997 — «ЦСКА» София - 1998 — «Левски» София - 1999 —«ЦСКА» София - 2000 — «Левски» София - 2001 — «Литекс» Ловеч - 2002 — «Левски» София - 2003 — «Левски» София - 2004 — «Литекс» Ловеч - 2005 — «Левски» София - 2006 — «ЦСКА» София - 2007 — «Левски» София - 2008 — «Литекс» Ловеч - 2009 — «Литекс» Ловеч - 2010 — «Берое» - 2011 — «ЦСКА» София - 2012 — Лудогорец - 2013 — Берое - 2014 — Лудогорец - 2015 — Черно Море - 2016 — «ЦСКА» София - 2017 — Ботев - 2018 — «Славия» София - 2019 — Локомотив Пловдив - 2020 — Локомотив Пловдив - 2021 — «ЦСКА» София - 2022 — «Левски» София - 2023 — Лудогорец |

### Представление по клубам
| Выигрывавшие клубы | Титулов | Финалов | Года победы в кубке |
| ------------------ | ------- | ------- | --- |
| Левски             | 27      | 12      | 1942, 1946, 1947, 1949, 1950, 1956, 1957, 1959, 1967, 1970, 1971, 1976, 1977, 1979, 1984, 1986, 1991, 1992, 1994, 1998, 2000, 2002, 2003, 2005, 2007, 2022 |
| ЦСКА               | 21      | 14      | 1951, 1954, 1955, 1961, 1965, 1969, 1972, 1973, 1974, 1983, 1985, 1987, 1988, 1989, 1993, 1997, 1999, 2006, 2011, 2016, 2021                               |
| Славия             | 8       | 3       | 1952, 1963, 1964, 1966, 1975, 1980, 1996, 2018 |
| Литекс             | 4       | 3       | 2001, 2004, 2008, 2009 |
| Локомотив Сф       | 4       | 2       | 1948, 1953, 1982, 1995 |
| Ботев Пд           | 3       | 10      | 1962, 1981, 2017 |
| Лудогорец          | 3       | 1       | 2012, 2014, 2023 |
| Локомотив Пд       | 2       | 4       | 2019, 2020 |
| Берое              | 2       | 4       | 2010, 2013 |
| ФК-13              | 2       | -       | 1938, 1940 |
| Черно Море         | 1       | 2       | 2015 |
| Спартак Пд         | 1       | 2       | 1958 |
| Спартак Сф         | 1       | 2       | 1968 |
| Шипка              | 1       | -       | 1939 |
| АС-23              | 1       | -       | 1941 |
| Септември          | 1       | -       | 1960 |
| Марек              | 1       | -       | 1978 |
| Сливен 2000        | 1       | -       | 1990 |
| Пирин Бл           | 0       | 4       | - |
| Дунав              | 0       | 4       | - |
| Спортклуб Пд       | 0       | 2       | - |
| Спартак Вр         | 0       | 2       | - |
| Черноморец Бг      | 0       | 1       | - |
| Академик Сф        | 0       | 1       | - |
| Нафтекс            | 0       | 1       | - |
| Станчо Костов      | 0       | 1       | - |
| Минёр Пк           | 0       | 1       | - |
| Велбажд            | 0       | 1       | - |